# Волжский сельсовет (Астраханская область)
Во́лжский сельсове́т — сельское поселение в Наримановском районе Астраханской области Российской Федерации.
Административный центр — село Волжское.

## История
6 августа 2004 года в соответствии с Законом Астраханской области № 43/2004-ОЗ установлены границы муниципального образования, сельсовет наделен статусом сельского поселения.

## География
На территории сельсовета находится солончак Абдырь.

## Население
| 2010  | 2012  | 2013  | 2014  | 2015  | 2016  | 2017  |
| ----- | ----- | ----- | ----- | ----- | ----- | ----- |
| 3552  | ↗3570 | ↗3650 | ↗3709 | ↗3770 | ↗3777 | ↗3787 |
| 2018  | 2019  | 2020  | 2021  |       |       |       |
| ↗3788 | ↘3785 | ↘3734 | ↗3888 |       |       |       |

## Состав сельского поселения
| № | Населённый пункт | Тип населённого пункта       | Население |
| - | ---------------- | ---------------------------- | --------- |
| 1 | Верхнелебяжье    | село                         | ↗374      |
| 2 | Волжское         | село, административный центр | →3279     |
| 3 | Краснопесчаный   | посёлок                      | →56       |

### Упразднённые населённые пункты
- Каракульский  — упразднённый в 1997 году посёлок.
- Табунный  — упразднённый в 1997 году посёлок.